# سوليوس ستومبرجاس
سوليوس ستومبرجاس (بالليتوانية: Saulius Štombergas) مواليد 14 ديسمبر 1973 في كلايبيدا، الجمهورية الليتوانية السوفيتية الاشتراكية، الاتحاد السوفيتي، هو لاعب كرة سلة ليتواني سابق وحمل الرقم 7. يبلغ طوله 6 قدم 8.5 بوصة (2.0 م). مثّل منتخب بلاده. شارك في مسابقة كرة السلة في الألعاب الأولمبية الصيفية.

## فرق لعب لها
- زالغيريس لكرة السلة
- فيرتوس بالاكانسترو بولونيا
- ساسكي باسكونيا

## الميداليات
| الميدالية | المسابقة                         |
| --------- | -------------------------------- |
| برونزية   | الألعاب الأولمبية الصيفية 1996   |
| برونزية   | الألعاب الأولمبية الصيفية 2000   |
| فضية      | بطولة أمم أوروبا لكرة السلة 1995 |
| ذهبية     | بطولة أمم أوروبا لكرة السلة 2003 |

## روابط خارجية
- سوليوس ستومبرجاس على موقع الاتحاد الدولي لكرة السلة (الإنجليزية)
- سوليوس ستومبرجاس على موقع الدوري الأوروبي لكرة السلة (الإنجليزية)
- سوليوس ستومبرجاس على موقع الدوري الإسباني لكرة السلة (الإسبانية)
- سوليوس ستومبرجاس على موقع كرة السلة الأوروبية.كوم (الإنجليزية)
- سوليوس ستومبرجاس على موقع ريلجم (الإنجليزية)
- سوليوس ستومبرجاس على موقع بروبوليرز (الإنجليزية)
- سوليوس ستومبرجاس على موقع سبورتس رفرنس (الإنجليزية)
- سوليوس ستومبرجاس على موقع أوليمبيديا (الإنجليزية)